# Jan Trojgo
Jan Trojgo al secolo Jan Janovič Trojgo (in russo Ян Янович Тройго?) (Governatorato di Grodno, 12 dicembre 1881 – Leningrado, 11 agosto 1932) è stato un presbitero bielorusso appartenente alla Chiesa cattolica in Russia, vittima delle persecuzioni sovietiche, servo di Dio.

## Biografia
Nacque in governatorato di Grodno dell'ex Impero russo da una famiglia di contadini bielorussi. Frequentò l'Accademia teologica cattolica Imperiale romana di San Pietroburgo e fu ordinato sacerdote nel 1908. Fu insegnante di religione nelle scuole di Mogilev e dal 1910 professore di liturgia al seminario di Pietroburgo.
Il 10 marzo 1923 viene arrestato a Mosca nell'ambito dell'inchiesta collettiva sul clero cattolico guidato dal vescovo Jan Cepljak, condannato a 3 anni di carcere da scontare nel lager SLON delle isole Soloveckie. Nel gennaio 1925 è liberato e torna a Leningrado, dove è nominato parroco della chiesa di San Stanislao di Cracovia. Il 13 gennaio 1927 è di nuovo arrestato, è condannato a 5 anni di lager sempre da scontarsi in SLON.
Muore per ictus all'età di 51 anni l'11 agosto 1932 a Leningrado.
Il suo processo di beatificazione è in corso dal 2003.